# Гаммарбю (хокейний клуб)
«Гаммарбю» (швед. Hammarby Hockey) — хокейний клуб з м. Стокгольм, Швеція.

## Досягнення
Чемпіон Швеції — 1932, 1933, 1936, 1937, 1942, 1943, 1945, 1951 років.

## Історія
Хокейний клуб «Гаммарбю» був частиною спортивного клубу «Гаммарбю» в Стокгольмі. Існував у 1921 — 2008 роках.
Створений 7 березня 1921 року. З 1922 року виступають у вищому дивізіоні Швеції. До середини 1950-х років, команда була однією з найсильніших у Швеції, вісім разів була чемпіоном Швеції та неодноразово срібним призером. Починаючи з сезону 1956/57, домашні матчі проводив на арені «Hovet». У Елітсерії заснована в 1975, «Гаммарбю» грав тільки в сезонах 1982/83 і 1984/85, обидва рази займали останнє місце. Після сезону 2007/08 хокейний клуб, який на той момент грав в другому дивізіоні Гокейаллсвенскан, збанкрутів. Фанати заснували на власні кошти хокейний клуб, який грав у третьому дивізіоні в сезоні 2010/11.

## Відомі гравці
- Оке Андерссон
- Свен Бергквіст
- Крістіан Гуселіус
- Курт Чельстрем
- Пелле Ліндберг
- Гольгер Нурмела
- Рольф Ріддервал
- Ервар Стамберт
- Джонні Одуйя
- Маріуш Черкавський
- Юган Акерман
- Нільс Екман
- Андреас Гольмквіст
- Тім Ерікссон
- Ганс-Йоран Ело
- Йоаким Перссон
- Юган Молін
- Арі Турпейнен
- Карл Стін
- Оскар Стін
- Генрік Карлссон
- Томас Коллар
- Генрік Нільссон
- Рагнар Карлссон
- Джамал Меєрс
- Тейлор Пайятт
- Міка Ганнула
- Габріель Ландескуг